# Ralph Saint-Germain
Ralph E. Saint Germain, född 19 januari 1904 i Ottawa i Ontario, död 2 augusti 1974 i Ottawa, var en kanadensisk ishockeyspelare.
Han blev olympisk silvermedaljör i ishockey vid vinterspelen 1936 i Garmisch-Partenkirchen.